# سیارک ۴۴۴
سیارک ۴۴۴ (به انگلیسی: 444 Gyptis، نامگذاری:1899EL) چهارصد و چهل و چهارمین سیارک کشف شده‌است که در ۳۱ مارس ۱۸۹۹ و در مارسی کشف شد.
قدر مطلق سیارک برابر ۷٫۸۳ است.